# Der Unfisch
Der Unfisch (bra A Impescável) é um filme austríaco de 1997, dos gêneros comédia e fantasia, dirigido por Robert Dornhelm e escrito por Michael Köhlmeier.
Foi selecionado como representante da Áustria à edição do Oscar 1998, organizada pela Academia de Artes e Ciências Cinematográficas.[carece de fontes?]

## Elenco
- Maria Schrader - Sophie Moor
- Eva Herzig - Maria Johler
- Andreas Lust - Carl
- Georges Kern - sra. Landauer
- August Schmölzer - prefeito
- Karl Merkatz - sra. Johler
- Bibiane Zeller - sr. Johler
- Rudolf Wessely - ministro